# 卡诺勒和阿让蒂耶尔
卡诺勒和阿让蒂耶尔（法語：Canaules-et-Argentières，法語發音：[kanol e aʁʒɑ̃tjɛʁ]）是法国加尔省的一个市镇，属于勒维冈区。

## 地理
卡诺勒和阿让蒂耶尔（43°58'51"N, 4°3'9"E）面积10.06 平方千米，位于法国奧克西塔尼大區加尔省，该省份为法国南部沿海省份，南端濒地中海，北起顺时针与阿尔代什省、沃克吕兹省、罗讷河口省、埃罗省、阿韦龙省和洛泽尔省接壤。
与卡诺勒和阿让蒂耶尔接壤的市镇（或旧市镇、城区）包括：莱藏、洛格里扬弗洛里扬、马西亚格-阿蒂埃什、皮埃克雷东、圣让德塞尔、圣纳泽尔代加尔迪耶、萨维尼亚尔格。

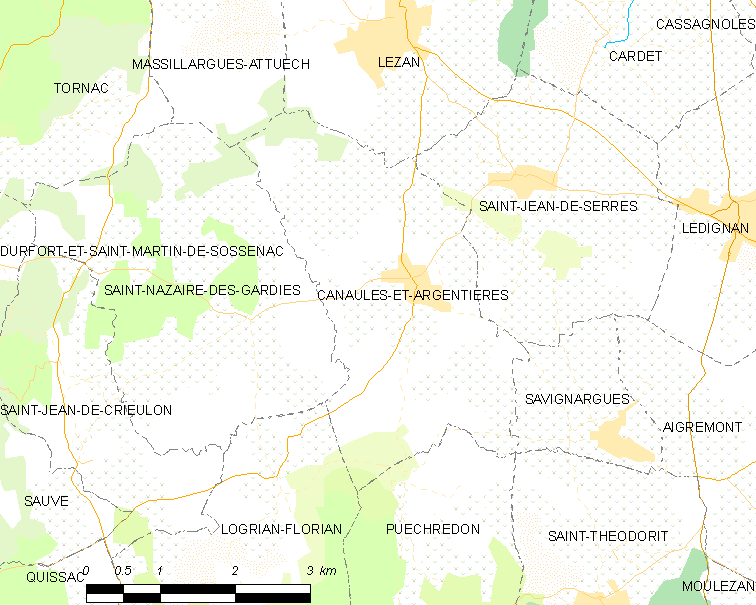
卡诺勒和阿让蒂耶尔的OSM定位图

卡诺勒和阿让蒂耶尔的时区为UTC+01:00、UTC+02:00（夏令时）。

## 行政
卡诺勒和阿让蒂耶尔的邮政编码为30350，INSEE市镇编码为30065。

## 政治
卡诺勒和阿让蒂耶尔所属的省级选区为基萨克县。

## 人口

1962-2008年间卡诺勒和阿让蒂耶尔人口变化图示

卡诺勒和阿让蒂耶尔于2022年1月1日时的人口数量为477人。